# 山城美貴
山城 美貴（やましろ みき、1986年6月19日 ‐ ）は、日本の陸上競技選手。専門はハンマー投、円盤投。沖縄県久米島町出身。沖縄県立中部商業高等学校、中京大学卒業。プロバスケットボール選手の山城吉超は実兄。

## 経歴
2004年、日本ジュニア選手権で日本高校新記録を樹立して優勝。
高校卒業後、中京大学体育学部に進学し、室伏重信中京大学教授に指導を受ける。
2005年、ハンマー投で日本ジュニア新記録を樹立した。
2007年、日本選手権で綾真澄に次ぐ2位に入る。綾が世界選手権代表に決定したため、世界選手権代表は逃したが、綾が辞退したアジア選手権への出場権を獲得した。本大会では、ハンマー投に出場して4位に入賞する健闘を見せた。
大学卒業後、中京大学の先輩が投擲コーチを務める九州共立大学での練習を希望して、福岡県北九州市に移住。
2012年4月から出身地である沖縄県で高校指導者として後進の指導に日々励んでいる。

## 記録
- ハンマー投 － 60.78m （2007年6月9日）
- 円盤投 － 46.21m （2004年6月4日）